# مالکوم اجوما
مالکوم ادجوما (انگلیسی: Malcom Edjouma؛ زادهٔ ۸ اکتبر ۱۹۹۶) بازیکن فوتبال اهل فرانسه است.
از باشگاه‌هایی که در آن بازی کرده‌است می‌توان به باشگاه فوتبال ستاره سرخ، باشگاه فوتبال لوریان، و باشگاه فوتبال استوا بخارست اشاره کرد.